# EuroTorp
EEIG EuroTorp — консорциум, созданный в июле 1993 года французскими и итальянскими военно-промышленными компаниями. Правительства обеих стран подписали меморандум о понимании, касающийся сотрудничества в разработке лёгкой торпеды нового поколения.
Членами EuroTorp являются:
- Whitehead Alenia Sistemi Subacquei S.p.A (WASS) (50 %)
- DCN International, for and on behalf of DCN (26 %) through DCN/SC/Stz
- Thales (24 %) through Thales Underwater Systems

Цель EuroTorp состоит в разработке, производстве и маркетинге следующих торпед:
- Франко-итальянская торпеда нового поколения MU90;
- Лёгкая торпеда A244/S;
- Торпедные установки для указанных торпед.

Кроме управления программой и маркетинга, EuroTorp отвечает за согласования спецификаций на торпеды, интеграцию торпедных систем на кораблях-носителях, разработку модификаций торпед, таких как Hard Kill и версия для подводных лодок.